# Cyrtopeltocoris arizonae
Cyrtopeltocoris arizonae är en insektsart som beskrevs av Knight 1968. Cyrtopeltocoris arizonae ingår i släktet Cyrtopeltocoris och familjen ängsskinnbaggar. Inga underarter finns listade i Catalogue of Life.